# Ircania

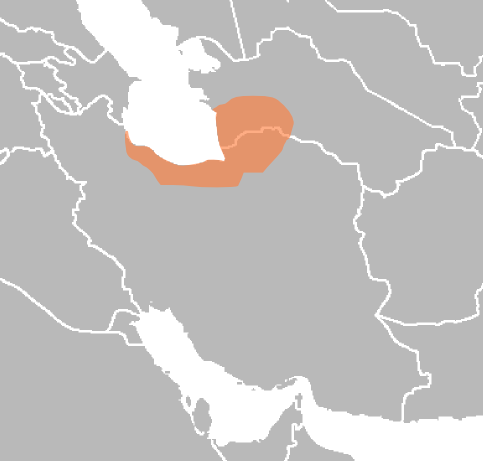
L'Ircania

L'Ircania era un'antica satrapia persiana localizzata nei territori degli odierni Golestan, Mazandaran, Gilan e parte del Turkmenistan, a sud del Mar Caspio. I Greci erano soliti chiamare il Mar Caspio "Mare Ircanio".

## Etimologia
Il nome Ircania deriva dal greco "Hyrcania", nome con cui i Greci chiamavano questa satrapia. Hyrcania deriva a sua volta dall'antico persiano Verkâna. Verkā significa "lupo" in antico persiano e di conseguenza, "Hyrcania" significa "Terra dei Lupi".

## Storia
L'Ircania si trovava in Asia. Confinava a nord con il Mar Caspio, che era chiamato in antichità Oceano ircano, e con i monti Alborz a sud e a ovest. Il paese aveva un clima subtropicale ed era molto fertile. I Persiani la consideravano una delle "buone terre e buoni paesi" che il loro supremo dio Ahura Mazdā aveva creato di persona. A nordest, l'Ircania confinava con le steppe dell'Asia Centrale, dove tribù di nomadi avevano vissuto per secoli.

### Era achemenide

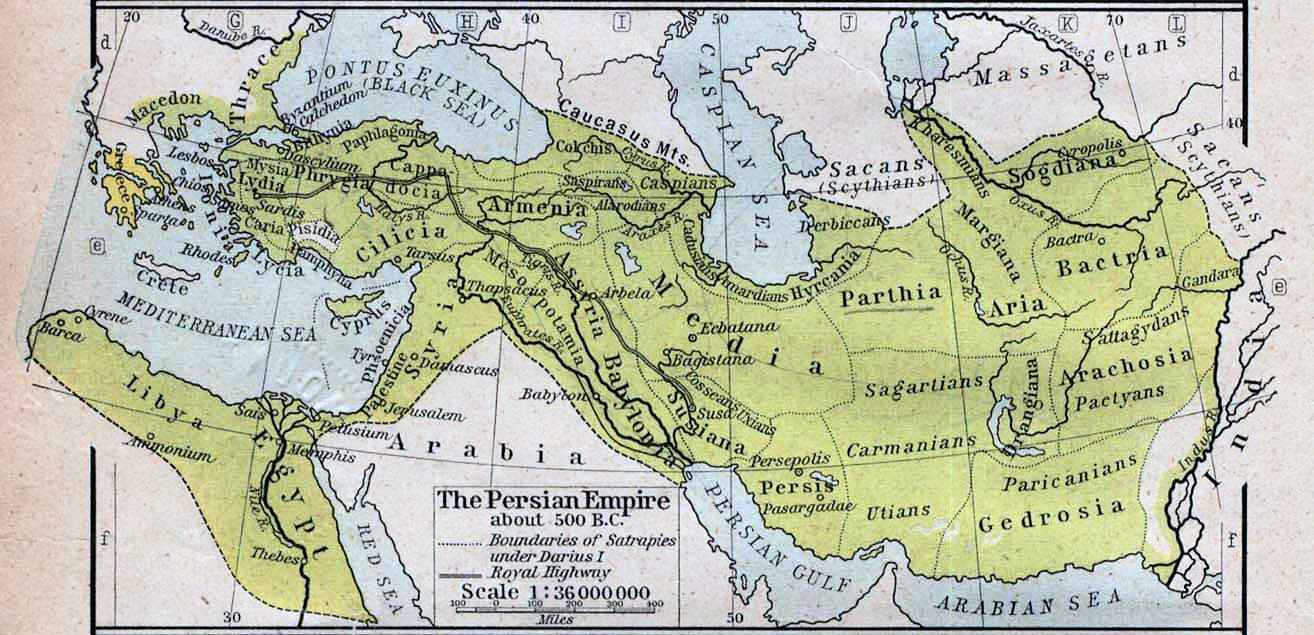
Mappa dell'Impero achemenide

L'Ircania entrò a far parte dell'Impero persiano sotto il regno di Ciro il Grande (559 a.C.-530 a.C.) o Cambise (530 a.C.-522 a.C.). Sotto gli Achemenidi, sembra sia stata amministrata come sub-provincia di Partia e non viene nominata a parte nelle liste delle province di Dario e Serse. Dalle iscrizioni di Bisotun sappiamo che fu Persiana a partire dal 522 a.C.
Dopo la morte di Cambise, l'usurpatore magio Gaumâta, che non apparteneva alla dinastia Achemenide, usurpò il trono. I sostenitori della casa reale persiana, tuttavia, aiutarono Dario a diventare re; egli uccise l'usurpatore il 29 settembre 522 a.C. Quasi immediatamente, intere regioni dell'Impero si rivoltarono. Mentre Dario stava sedando queste rivolte e risiedeva a Babilonia, il leader dei Medi Fraorte si candidò al trono (dicembre 522 a.C.). La sua rivolta si diffuse presto in Armenia, Assiria, Partia e Ircania. L'8 marzo 521 a.C., i Parti e i loro alleati, gli Ircani, attaccarono il presidio partico in Partia (comandato dal padre di Dario Istaspe), ma vennero sconfitti.
Nel V secolo a.C., lo storico greco Erodoto di Alicarnasso li menziona alcune volte nelle sue Storie. Egli fa una confusa descrizione sull'irrigazione nella regione, analoga a quella fatta dallo storico del II secolo Polibio, secondo il quale i Persiani avevano realizzato un vasto sistema di idraulico per l'agricoltura. Erodoto ci narra anche che soldati ircani fecero parte del grande esercito con cui Serse I (486 a.C.-465 a.C.) combatté contro i Greci nel 480 a.C. Lo storico nota che portavano le stesse armi dei Persiani.
È possibile - ma non provato - che durante il periodo persiano, vennero costruite delle mura per difendere l'Ircania dai nomadi delle steppe dell'Asia centrale. Le rovine delle mura a nord del fiume Gorgân, che sono ancora oggi visibili, chiamate Porte di Alessandro, vennero costruite successivamente, ma probabilmente sostituirono un'opera difensiva persiana.
Negli anni di confusione che seguirono la morte del re Artaserses I Makrocheir (465 a.C.-424 a.C.), tre dei suoi figli gli succedettero al trono: Serse II, Sogdiano e Dario II. Quest'ultimo fu satrapo in Ircania e potrebbe aver comandato truppe provenienti dall'Ircania e dalle 'satrapie superiori' - cioè Aria, Partia, Arachosia, Battria, e Sogdiana.
Quando il re dei Macedoni Alessandro Magno (336 a.C.-323 a.C.) invase l'Asia, gli Ircani combatterono contro di lui nella battaglia di Gaugamela (1º ottobre 331 a.C.), e nell'agosto 329 a.C., quando l'ultimo re persiano, Dario III Codomanno, morì, molti nobili persiani fuggirono in Ircania, dove si arresero ad Alessandro (a.o. Artabazo).

### Era seleucide
Dopo il regno di Alessandro, il suo impero si disgregò e l'Ircania divenne parte del nuovo Impero seleucide. Alla fine del III secolo a.C., i nomadi a nord-est appartenenti alla popolazione dei Parni, invasero la Partia e l'Ircania. Nonostante la Partia venne persa per sempre dai Seleucidi, l'Ircania fu riconquistata nell'ultimo decennio del terzo secolo da Antioco III (223-187). Dopo una generazione, comunque, l'Ircania venne persa nuovamente.

### Era arsacide
Per i Parti arsacidi - il nuovo nome della tribù dei Parni - l'Ircania rappresentava una parte importante dell'impero, poiché era situata tra i loro territori partici e le loro terre natali sulle steppe. È certo che i re parti usarono una città ircana come residenza estiva; essi furono inoltre coloro che costruirono il 'Muro di Alessandro', che è lungo 180 km ed ha quaranta castelli. Ciononostante, essa fu una parte contesa del loro impero: ad esempio, si sa che scoppiò una sommossa nel 58 d.C. e che durò almeno fino al 61 d.C., e che terminò con un trattato di compromesso.

### Era sasanide
L'Ircania fu una provincia dell'Impero sasanide fino alla sua conquista da parte degli Arabi. Fu un territorio importante poiché teneva a distanza tribù asiatiche più interne che volevano invaderlo. Proprio per questo i Sasanidi costruirono molte fortezze nella regione.

### Era post-sasanide
Dopo la caduta dell'impero sasanide per mano degli invasori arabi musulmani, molti nobili fuggirono in Ircania, dove si stabilirono permanentemente.
Nell'ottavo secolo, il Califfato non riuscì a conquistare l'Ircania. Ciò fu soprattutto a causa della localizzazione geografica ma anche a causa della significativa resistenza da parte di uomini famosi come Vandad Hormoz, Mâziar e Babak Khorramdin. Sotto il comando di poche famiglie aristocratiche rimanenti come i Kareni e i Bavandi, l'Ircania rimase indipendente o semi-indipendente per molti anni dopo il crollo dei Sasanidi.

## Riferimenti letterari
Nella letteratura latina l'Ircania è stata spesso menzionata in relazione alle tigri, che erano particolarmente abbondanti nella regione durante l'età classica. Tuttavia, le tigri si sono estinte in quell'area a partire dall'inizio degli anni settanta.
Le tigri d'Ircania vengono menzionate anche nella quarta scena dell'atto terzo di Macbeth di Shakespeare.